# Entropía (termodinámica estadística)
En la mecánica estadística clásica, la función de entropía introducida anteriormente por Rudolf Clausius se interpreta como entropía estadística utilizando la teoría de la probabilidad. La perspectiva de la entropía estadística se introdujo en 1870 con el trabajo del físico Ludwig Boltzmann.

## Fórmula de la entropía de Gibbs
El estado macroscópico de un sistema se caracteriza por una distribución en los microestados. La entropía de esta distribución viene dada por la fórmula de entropía de Gibbs, llamada así por J. Willard Gibbs. Para un sistema clásico (es decir, una colección de partículas clásicas) con un conjunto discreto de microestados, si {\displaystyle E_{i}}es la energía del microestado i, y {\displaystyle p_{i}}es la probabilidad de que ocurra durante las fluctuaciones del sistema, entonces la entropía del sistema es
{\displaystyle S=-k_{\text{B}}\,\sum _{i}p_{i}\ln \,p_{i}}
Cambios de entropía para sistemas en estado canónico
Un sistema con una temperatura bien definida, es decir, uno en equilibrio térmico con un reservorio térmico, tiene una probabilidad de estar en un microestado dado por la distribución de Boltzmann.
Los cambios en la entropía causados por cambios en las restricciones externas vienen dados por:
{\displaystyle dS=-k_{\text{B}}\,\sum _{i}dp_{i}\ln p_{i}}
{\displaystyle \,\,\,=-k_{\text{B}}\,\sum _{i}dp_{i}(-E_{i}/k_{\text{B}}T-\ln Z)}
{\displaystyle \,\,\,=\sum _{i}E_{i}dp_{i}/T}
{\displaystyle \,\,\,=\sum _{i}[d(E_{i}p_{i})-(dE_{i})p_{i}]/T}
donde hemos utilizado dos veces la conservación de la probabilidad, ∑ dpi = 0.
Ahora, ∑i d(Ei pi) es el valor esperado del cambio en la energía total del sistema.
Si los cambios son lo suficientemente lentos, para que el sistema permanezca en el mismo estado microscópico, pero el estado cambie lentamente (y de manera reversible), entonces ∑i (dEi) pi es el valor esperado del trabajo realizado en el sistema a través de este proceso reversible, dwrev.
Pero a partir de la primera ley de la termodinámica, dE = δw + δq. Por lo tanto,
{\displaystyle dS={\frac {\delta \langle q_{\text{rev}}\rangle }{T}}}
En el límite termodinámico, la fluctuación de las cantidades macroscópicas de sus valores promedio se vuelve despreciable; por lo tanto, esto reproduce la definición de entropía de la termodinámica clásica, dada anteriormente.
La cantidad kB es una constante física conocida como constante de Boltzmann, que, al igual que la entropía, tiene unidades de capacidad calorífica. El logaritmo es adimensional.
Esta definición sigue siendo significativa incluso cuando el sistema está lejos del equilibrio. Otras definiciones asumen que el sistema está en equilibrio térmico, ya sea como un sistema aislado o como un sistema en intercambio con su entorno. El conjunto de microestados (con distribución de probabilidad) en el que se realiza la suma se denomina conjunto estadístico. Cada tipo de conjunto estadístico (microcanónico, canónico, gran canónico, etc.) describe una configuración diferente de los intercambios del sistema con el exterior, que varía de un sistema completamente aislado a un sistema que puede intercambiar una o más cantidades con un reservorio, como la energía, el volumen o las moléculas. En cada conjunto, la configuración de equilibrio del sistema está dictada por la maximización de la entropía de la unión del sistema y su reservorio, de acuerdo con la segunda ley de la termodinámica (física estadística).
Si se descuidan las correlaciones (o, más generalmente, las dependencias estadísticas) entre los estados de las partículas individuales, se producirá una distribución de probabilidad incorrecta en los microestados y, por lo tanto, una sobreestimación de la entropía. Dichas correlaciones ocurren en cualquier sistema con partículas que interactúan de forma no trivial, es decir, en todos los sistemas más complejos que un gas ideal.
Esta S es casi universalmente llamada simplemente la entropía. También puede llamarse la «entropía estadística» o la «entropía termodinámica» sin cambiar el significado. Tenga en cuenta que la expresión anterior de la entropía estadística es una versión discretizada de la entropía de Shannon. La fórmula de entropía de von Neumann es una extensión de la fórmula de entropía de Gibbs al caso de la mecánica cuántica.
Se ha demostrado que la entropía de Gibbs es igual a la entropía clásica del «motor térmico» caracterizada por  {\displaystyle dS={\frac {\delta Q}{T}}\!}

## Principio de Boltzmann
En la definición de Boltzmann, la entropía es una medida del número de posibles estados microscópicos (o microestados) de un sistema en equilibrio termodinámico, consistente con sus propiedades termodinámicas macroscópicas (o macroestado). Para comprender qué son los microestados y los macroestados, considere el ejemplo de un gas en un contenedor. A nivel microscópico, el gas consiste en un gran número de átomos que se mueven libremente, que ocasionalmente chocan entre sí y con las paredes del recipiente. El microestado del sistema es una descripción de las posiciones y los momentos de todos los átomos. En principio, todas las propiedades físicas del sistema están determinadas por su microestado. Sin embargo, debido a que el número de átomos es tan grande, los detalles del movimiento de los átomos individuales son en su mayoría irrelevantes para el comportamiento del sistema en su conjunto. Siempre que el sistema se encuentre en equilibrio termodinámico, el sistema puede describirse adecuadamente mediante un puñado de cantidades macroscópicas, llamadas «variables termodinámicas»: la energía total E, el volumen V, la presión P, la temperatura T, etc. El macroestado del sistema es una descripción de sus variables termodinámicas.
Hay tres puntos importantes a tener en cuenta. En primer lugar, para especificar cualquier microestado, debemos escribir una lista de números poco práctica, mientras que la especificación de un macroestado requiere solo unos pocos números (E, V, etc.). Sin embargo, y este es el segundo punto, las ecuaciones termodinámicas habituales solo describen adecuadamente el macroestado de un sistema cuando este sistema está en equilibrio; las situaciones de no equilibrio generalmente no pueden ser descritas por un pequeño número de variables. Como ejemplo simple, considere agregar una gota de colorante para alimentos a un vaso de agua. El colorante alimentario se difunde en un asunto complicado, que en la práctica es muy difícil de predecir con precisión. Sin embargo, después de que haya transcurrido el tiempo suficiente, el sistema alcanzará un color uniforme, que es mucho menos complicado de describir. En realidad, el estado macroscópico del sistema se describirá mediante un pequeño número de variables solo si el sistema se encuentra en equilibrio termodinámico global. En tercer lugar, más de un microestado puede corresponder a un solo macroestado. De hecho, para cualquier macroestado dado, habrá una gran cantidad de microestados que son consistentes con los valores dados de E, V, etc.
Ahora estamos listos para proporcionar una definición de entropía. La entropía S se define como
{\displaystyle S=k_{\text{B}}\ln \Omega }
donde
kB es la constante de Boltzmann y
{\displaystyle \Omega } es el número de microestados consistente con el macroestado dado.
La entropía estadística se reduce a la entropía de Boltzmann cuando todos los microestados accesibles del sistema son igualmente probables. También es la configuración correspondiente al máximo de entropía de un sistema para un conjunto dado de microestados accesibles, en otras palabras, la configuración macroscópica en la que la falta de información es máxima. Como tal, de acuerdo con la segunda ley de la termodinámica, es la configuración de equilibrio de un sistema aislado. La entropía de Boltzmann es la expresión de la entropía en el equilibrio termodinámico en el conjunto canónico.
Este postulado, que se conoce como el principio de Boltzmann, puede considerarse como la base de la mecánica estadística, que describe los sistemas termodinámicos utilizando el comportamiento estadístico de sus constituyentes. Resulta que S es en sí misma una propiedad termodinámica, al igual que E o V. Por lo tanto, actúa como un enlace entre el mundo microscópico y el macroscópico. Una propiedad importante de S se desprende fácilmente de la definición: como Ω es un número natural (1,2,3, ...), S es cero o positivo (ln (1) = 0, ln Ω ≥ 0)

### Conjuntos
Los diversos conjuntos utilizados en la termodinámica estadística están vinculados a la entropía mediante las siguientes relaciones:
{\displaystyle S=k_{\text{B}}\ln \Omega _{\rm {mic}}=k_{\text{B}}(\ln Z_{\rm {can}}+\beta {\bar {E}})=k_{\text{B}}(\ln {\mathcal {Z}}_{\rm {gr}}+\beta ({\bar {E}}-\mu {\bar {N}}))}
{\displaystyle \Omega _{\rm {mic}}} es la función de partición microcanónica {\displaystyle Z_{\rm {can}}} es la función de partición canónica{\displaystyle {\mathcal {Z}}_{\rm {gr}}} es la gran función de partición canónica

## La falta de conocimiento y la segunda ley de la termodinámica
Podemos ver Ω como una medida de nuestra falta de conocimiento sobre un sistema. Como ilustración de esta idea, considere un conjunto de 100 monedas, cada una de las cuales es cara a cara o cola. Los macroestados se especifican por el número total de cabezas y colas, mientras que los microestados se especifican por las caras de cada moneda individual. Para los macroestados de 100 cabezas o 100 colas, existe exactamente una configuración posible, por lo que nuestro conocimiento del sistema está completo. En el extremo opuesto, el macroestado que nos proporciona el menor conocimiento sobre el sistema consta de 50 cabezas y 50 colas en cualquier orden, para las cuales hay 100,891,344,545,564,193,334,812,497,256 (100 elegir 50) ≈ 1029 posibles microestados. 
Incluso cuando un sistema está completamente aislado de influencias externas, su microestado cambia constantemente. Por ejemplo, las partículas en un gas se mueven constantemente, y por lo tanto ocupan una posición diferente en cada momento del tiempo; sus momentos también cambian constantemente cuando chocan entre sí o con las paredes del contenedor. Supongamos que preparamos el sistema en un estado de equilibrio artificialmente altamente ordenado. Por ejemplo, imagina dividir un contenedor con una partición y colocar un gas en un lado de la partición, con un vacío en el otro lado. Si eliminamos la partición y observamos el comportamiento subsiguiente del gas, encontraremos que su microestado evoluciona según un patrón caótico e impredecible, y que en promedio estos microestados se corresponderán con un macroestado más desordenado que antes. Es posible, pero extremadamente improbable, que las moléculas de gas reboten entre sí de tal manera que permanezcan en la mitad del recipiente. Es abrumadoramente probable que el gas se extienda para llenar el contenedor de manera uniforme, que es el nuevo macroestado de equilibrio del sistema.
Este es un ejemplo que ilustra la segunda ley de la termodinámica:
la entropía total de cualquier sistema termodinámico aislado tiende a aumentar con el tiempo, acercándose a un valor máximo.
Desde su descubrimiento, esta idea ha sido el foco de debate y confusión. Un punto importante de confusión es el hecho de que la Segunda Ley se aplica solo a sistemas aislados. Por ejemplo, la Tierra no es un sistema aislado porque recibe energía constantemente en forma de luz solar. En contraste, el universo puede considerarse un sistema aislado, por lo que su entropía total aumenta constantemente. 

## Conteo de microestados
En la mecánica estadística clásica, el número de microestados es infinitamente infinito, ya que las propiedades de los sistemas clásicos son continuas. Por ejemplo, un microestado de un gas ideal clásico se especifica por las posiciones y los momentos de todos los átomos, que se extienden continuamente sobre los números reales. Si queremos definir Ω, tenemos que idear un método para agrupar los microestados para obtener un conjunto contable. Este procedimiento se conoce como granulado grueso. En el caso del gas ideal, contamos dos estados de un átomo como el «mismo» estado si sus posiciones y momentos están dentro de δx y δp entre sí. Dado que los valores de δx y δp se pueden elegir arbitrariamente, la entropía no se define de forma única. Se define solo hasta una constante aditiva. 
Para evitar la granularidad, se puede tomar la entropía como lo define el teorema H.
{\displaystyle S=-k_{\rm {B}}H_{\rm {B}}:=-k_{\rm {B}}\int f(q_{i},p_{i})\,\ln f(q_{i},p_{i})\,dq_{1}dp_{1}\cdots dq_{N}dp_{N}}
Sin embargo, esta ambigüedad se puede resolver con la mecánica cuántica. El estado cuántico de un sistema puede expresarse como una superposición de estados «básicos», que pueden elegirse como estados propios de energía (es decir, estados propios del Hamiltoniano cuántico). Por lo general, los estados cuánticos son discretos, aunque puede haber un número infinito de ellos. Para un sistema con cierta energía E especificada, se considera que es el número de estados propios de energía dentro de un rango de energía macroscópicamente pequeño entre E y E + δE. En el límite termodinámico, la entropía específica se vuelve independiente de la elección de δE.
Un resultado importante, conocido como el teorema de Nernst o la tercera ley de la termodinámica, establece que la entropía de un sistema a temperatura absoluta cero es una constante bien definida. Esto se debe a que un sistema a temperatura cero existe en su estado de energía más baja, o estado fundamental, de modo que su entropía está determinada por la degeneración del estado fundamental. Muchos sistemas, como las redes cristalinas, tienen un estado fundamental único, y (dado que ln(1)=0) esto significa que tienen una entropía cero en el cero absoluto. Otros sistemas tienen más de un estado con la misma energía más baja y tienen una «entropía de punto cero» que no desaparece. Por ejemplo, el hielo ordinario tiene una entropía de punto cero de 3,41 J/(mol⋅K), porque su estructura cristalina subyacente posee múltiples configuraciones con la misma energía (un fenómeno conocido como frustración geométrica).
La tercera ley de la termodinámica establece que la entropía de un cristal perfecto en el cero absoluto, o 0 kelvin, es cero. Esto significa que en un cristal perfecto, a 0 kelvin, casi todo movimiento molecular debería cesar para alcanzar ΔS = 0. Un cristal perfecto es aquel en el que la estructura interna de la red es la misma en todo momento; en otras palabras, es fijo y no se mueve, y no tiene energía de rotación o vibración. Esto significa que solo hay una manera de alcanzar este orden: cuando cada partícula de la estructura está en su lugar adecuado.
Sin embargo, la ecuación del oscilador para predecir niveles vibracionales cuantificados muestra que incluso cuando el número cuántico vibratorio es 0, la molécula aún tiene energía vibratoria. Esto significa que no importa cuán fría sea la temperatura, la celosía siempre vibrará. Esto se ajusta al principio de incertidumbre de Heisenberg, que establece que tanto la posición como el impulso de una partícula no se pueden conocer con precisión, en un momento dado:
{\displaystyle E_{\nu }=h\nu _{0}(n+{\begin{matrix}{\frac {1}{2}}\end{matrix}})}
donde {\displaystyle h} es la constante de Planck, {\displaystyle \nu _{0}} es la frecuencia característica de la vibración, y {\displaystyle n} es el número cuántico vibracional. Tenga en cuenta que incluso cuando {\displaystyle n=0} (la energía del punto cero), {\displaystyle E_{n}} no es igual a 0.